# 戈特爾冰川
62°4′S 58°19′W / 62.067°S 58.317°W
戈特爾冰川（Goetel Glacier），是南極洲的冰川，位於南設得蘭群島的喬治王島，最終注入阿德默勒爾蒂灣的馬特爾灣，在1980年由波蘭探險隊以該國地質學家命名，現時由南極條約體系管理。